# Alex Hagelsteens
 (octobre 2012).
Si vous disposez d'ouvrages ou d'articles de référence ou si vous connaissez des sites web de qualité traitant du thème abordé ici, merci de compléter l'article en donnant les références utiles à sa vérifiabilité et en les liant à la section « Notes et références ».
Alex Hagelsteens, né à Hasselt le 15 juillet 1956, est un athlète belge spécialiste des longues distances et du cross-country. 
Il a participé aux Jeux olympiques de Moscou, aux Championnats d'Europe à Athènes en 1982 et a remporté quatre titres de champion de Belgique. Il réalise en 1982, le chrono de 27 min 26 s 95 sur 10 000 mètres à Oslo ce qui constituait à l'époque la cinquième performance mondiale de tous les temps. Sur route, il a battu le record du monde du semi-marathon en 1984.

## Palmarès
- Médaille de bronze en Cross par équipes aux Championnats du monde de cross-country 1980 à Paris[1]
- 9e aux Championnats du monde de cross-country 1981 à Rome